# تئاتر پرنس ادوارد
تئاتر پرنس ادوارد (انگلیسی: Prince Edward Theatre) یک سالن نمایش در لندن، انگلستان است.
این سالن تئاتر که در خیابان اولد کمپتون قرار دارد در سال ۱۹۳۰ میلادی تأسیس شده و جزئی از تئاتر وست اند محسوب می‌شود. تئاتر پرنس ادوارد دارای ۱۶۱۸ نفر ظرفیت می‌باشد.